# John Russell Langley
John Russell Langley (Oklahoma City, Estados Unidos; 1 de junio de 1943 - Baja California, México; 26 de junio de 2021) fue un director, escritor y productor de cine y televisión estadounidense que fue más conocido como el creador y productor ejecutivo del programa de televisión Cops, que se estrenó en Fox en marzo de 1989.
Antes de eso, fue uno de los pioneros de la televisión de realidad como productor de varios eventos especiales de dos horas en los mercados de televisión sindicados durante la década de 1980. De hecho, Langley fue a menudo acreditado como el "Padrino de la televisión de la realidad", con la aparición de Cops en 1989.

## Biografía

### Primeros años
Langley nació en Oklahoma City pero se mudó a Los Ángeles cuando era un niño pequeño. Langley fue un operador de intercepción de código Morse en la Agencia de Seguridad del Ejército, una unidad de inteligencia del Ejército de los Estados Unidos de 1961 a 1963, en Panamá. Recibió una licenciatura en inglés de la Universidad Estatal de California, Dominguez Hills en 1971, y más tarde una maestría en literatura y composición.
Langley participó brevemente en el programa de doctorado en filosofía en la Universidad de California en Irvine.
El 2 de diciembre de 1986, Langley hizo su entrada en el mundo de la televisión de realidad cuando un programa que produjo, American Vice: The Doping of a Nation, mostró tres arrestos por drogas en vivo en la televisión en horario estelar por primera vez. Para hacer el espectáculo, Langley había convencido a los funcionarios del condado de Broward y al Departamento del Sheriff de Florida, para que permitieran que las cámaras los acompañaran en una redada de drogas programada previamente. El éxito del espectáculo resultó ser la gran inspiración para el trabajo característico de Langley.

### Cops
En 1989, Langley junto con Malcolm Barbour como socio de producción, formó Barbour/Langley Productions.
El logro más notable de Langley quizás sea la innovación del estilo característico de cine de realidad del galardonado programa de televisión COPS, que influyó notablemente en la publicidad televisiva y los informes de noticias, sin mencionar otras cadenas y programación sindicada.

Langley recordó que el concepto de Cops fue inicialmente difícil de vender a los ejecutivos de las cadenas de televisión, y que todos eran "muy negativos" para su idea fundamental. Finalmente pudo ganar una reunión con Barry Diller, entonces director de Fox para explicar su concepto, recordó en una entrevista de 2013:
"Tienes que tener un narrador", dijo Diller. Y dije que no. '¿Qué significa no?' Dijo Diller. Y dije que eso desafía todo el propósito de hacerlo de la manera en que estoy hablando de hacerlo. —Está bien, entonces —dijo Diller. Tienes que hacer algunas recreaciones. Y dije que no. '¿Qué significa no?' Y seguí haciendo esto con él porque tenía la sensación de que no iba a vender más mi idea. Al diablo con todos.
Finalmente, se ordenó un episodio piloto, que obtuvo críticas mixtas entre los ejecutivos de Fox debido a la naturaleza demasiado gráfica de la escena del crimen que se presentó. Después de ver el piloto, los ejecutivos de la cadena, junto con el presidente de News Corporation, Rupert Murdoch, comenzaron a debatir el futuro del programa con la asistencia de Langley. Langley recordó más tarde:
Y este tipo entró en la habitación y se sentó en la esquina. Parecía un contador. [Después de un debate adicional] el chico de la esquina dice: 'Pide cuatro de ellos. Prueba cuatro [episodios] '. Y miro y Diller dice: 'Ah, cállate, estoy hablando ahora mismo'. Y pensé: 'Bueno, ¿Quién es ese tipo, el contador?' Bueno, obviamente, resultó que él no era el contador. Era Rupert Murdoch, pero [en esos días] nadie sabía quién era Rupert Murdoch o qué aspecto tenía.
Cops fue cancelado por Fox en 2013 y recogido por lo que entonces era Spike, que ahora era Paramount Network. El programa transmitió su temporada 32 en Paramount Network mientras continuaba su transmisión nacional en televisión sindicada y por cable, convirtiéndose así en una de las series de telerrealidad de mayor duración en la historia de la televisión. El programa ha batido récords para la televisión en horario estelar con más de 1000 episodios transmitidos (a partir de 2017).
En junio de 2020, Paramount Network retiró el programa de su agenda en respuesta a las protestas nacionales contra el asesinato de George Floyd mientras era arrestado por oficiales del Departamento de Policía de Minneapolis, y anunció su cancelación días después. El último episodio del programa se emitió el 11 de mayo de 2020.
En 1992, Barbour/Langley Productions se mudó a una nueva ubicación en Orlando, Florida. Barbour se retiró en 1994 y la productora se convirtió simplemente en Langley Productions.

### Otros trabajos
Entre los créditos de Langley se encuentran Who Murdered JFK, un examen del asesinato de John F. Kennedy y Terrorism: Target USA (1989), una alerta temprana de los problemas que se avecinan con el terrorismo en los Estados Unidos y en todo el mundo. Los créditos de Langley también incluyen varios programas de televisión por cable y sindicados, incluida la serie de televisión Code 3, Anatomy of Crime, Video Justice y Cop Files.
También produjo varias películas independientes y dirigió películas y documentales, incluido el video de entrenamiento de Dolph Lundgren Maximum Potential, Dogwatch, Tiptoes y Wildside.
Langley también produjo una serie de televisión llamada Inside American Jail para TruTV con su hijo Morgan. En un movimiento innovador, el programa también se vendió y se transmite como Jail en MyNetwork TV. Jail también es una serie sin guion que sigue a los oficiales de correccionales mientras procesan a los sospechosos a través de las cárceles de la ciudad y el condado. Morgan Langley se acredita como cocreador de la nueva serie, que incorpora el estilo video verite de Cops. Luego, padre e hijo presentaron la Las Vegas Jailhouse como otro examen más del crimen y el sistema de justicia en Estados Unidos.
Langley fue productor de Brooklyn's Finest de Antoine Fuqua, que se proyectó en el Festival de Cine de Sundance en enero de 2009.
Durante la temporada de televisión 2010/2011, Langley también fue responsable de las siguientes series que se ejecutan simultáneamente: Cops, Jail, Las Vegas Jailhouse, Street Patrol y Vegas Strip. Los programas de televisión más recientes incluyen Road Warriors en Paramount Network.
Langley también fundó su propio equipo de carreras todoterreno conocido como equipo de carreras COPS. Langley estuvo activo en Southern Nevada Off Road Enthusiasts y SCORE International. Ganó la Baja 1000 2017 en la clase Spec Trophy Truck.
Langley falleció de un ataque al corazón el 26 de junio de 2021, a la edad de 78 años, mientras competía en la carrera todoterreno Coast to Coast Ensenada-San Felipe 250 en Baja California, México.

## Premios
Langley ganó varios premios por la serie de televisión Cops , incluido el American Television Award y cuatro nominaciones al premio Emmy. Otros premios incluyen el Cine Golden Eagle y el ganador del Festival Internacional de Cine de Houston por el documental Cocaine Blues. Además, sus DVD han ganado varios premios por los mayores récords de ventas a mediados de la década de 1990 cuando fundó Real Entertainment y fue pionero en el mercado de los DVD de realidad con lanzamientos en VHS de múltiples títulos de realidad como Cops: Too Hot for TV y The Amazing Video Collection.
Langley recibió una estrella en el Paseo de la Fama de Hollywood en febrero de 2011 por sus contribuciones a la televisión.